# Устав благочиния

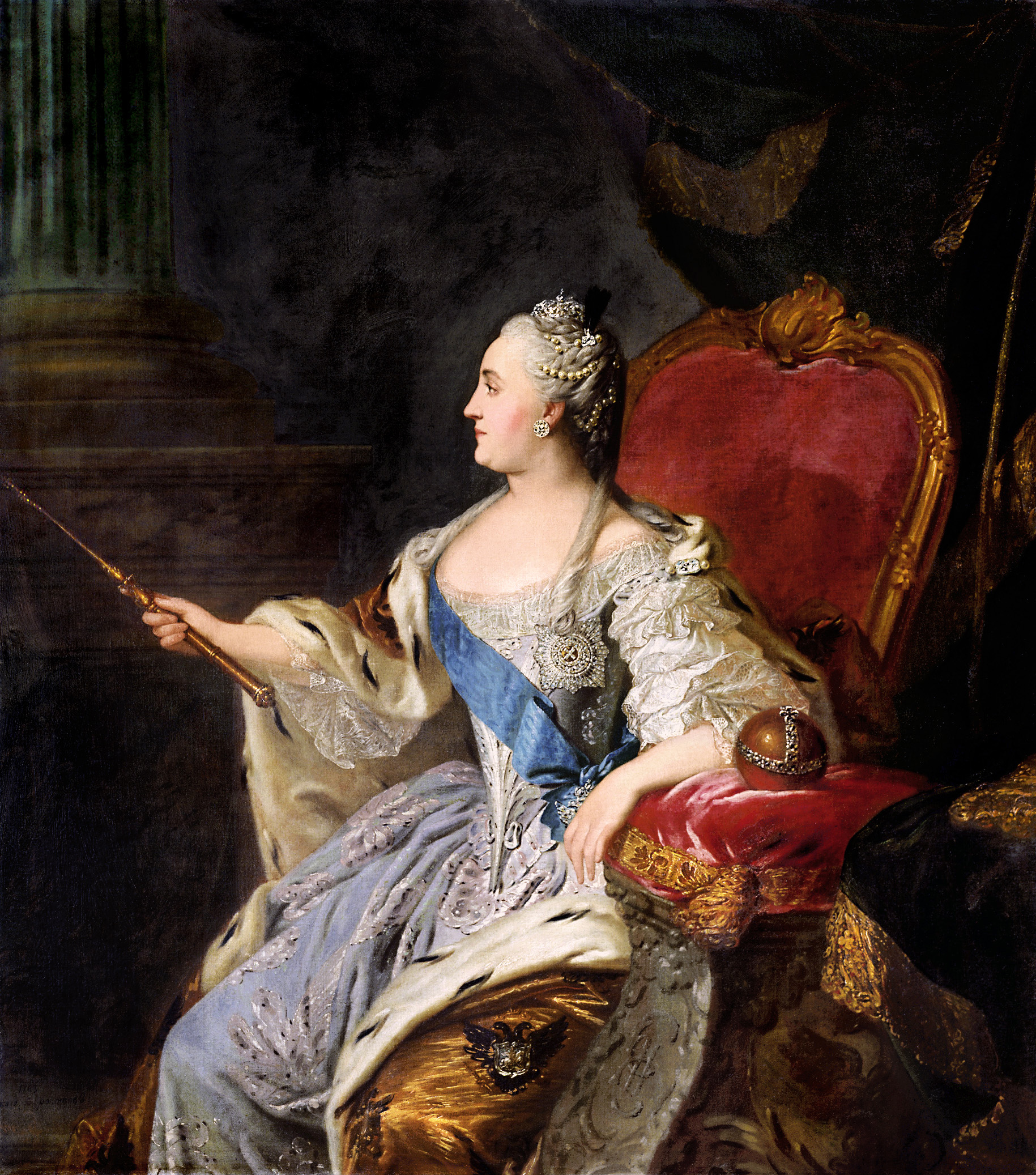
Екатерина Великая

Уста́в благочи́ния 1782 года (название на момент подписания — «Устав благочиния, или полицейский») — нормативно-правовой акт, регламентирующий правовой статус полицейских органов, их систему и основные направления деятельности. Подписан Екатериной II 8 апреля 1782 года.

## Работа над системой
Система полицейского управления обсуждалась ещё в процессе работы Уложенной комиссии по принятию нового Уложения. Это было в начале 1770-х годов. Материалы комиссии и Наказ Екатерины II, написанный для неё, стали источниками устава. В 1775 году было принято Учреждение о губерниях. Оно предусматривало создание специальных полицейских органов.
С 1779 года началась работа над проектом «Устава благочиния». Она завершилась в 1782 году. Екатерина II хотела воплотить в этом акте все современные правовые тенденции, и, вместе с тем, создать закон, апеллирующий к вечным моральным ценностям. Поэтому при составлении устава использовались Административный статут Берлина, Великое зерцало и зарубежные правовые трактаты.

## Содержание Устава
Устав включал в себя 14 глав и 274 статьи.
Органом полицейского управления в городе стала управа благочиния — коллегиальный орган, в который входили полицмейстер, городничий, приставы гражданских и уголовных дел, а также выборные от граждан.
Город делился на части и кварталы по числу зданий. В части главой полицейского управления был частный пристав, в квартале — квартальный надзиратель. Все полицейские чины были вписаны в Табель о рангах.
«Устав благочиния» вводил должность частного маклера, который контролировал наём рабочей силы и условия найма.
По некоторым уголовным делам суд осуществляла сама полиция. «Устав благочиния» перечислял ряд подобных правонарушений: азартные игры, брань, пьянство, иные нарушения общественного порядка; действия, направленные против богослужения; взяточничество, самовольная застройка и т. д.
В большинстве же случаев полиция ограничивалась проведением предварительного следствия и передачей материала в судебные инстанции. По политическим преступлениям полиция следствия не проводила.

### Система наказаний
Перечень наказаний для применения полицией: штраф, запрещение определённой деятельности, порицание, арест, заключение в работный дом.
На полицию возлагалось не «наказание и устрашение», а воспитание подданных и контроль за тем, чтобы каждый член общества неукоснительно исполнял свои обязанности. Не случайно, именно в «Уставе благочиния» мы находим своеобразный моральный кодекс подданного Российской империи, те «семь заповедей», которые он обязан был соблюдать:
1. Не чини ближнему, чего сам терпеть не можешь.
2. Не токмо ближнему не твори лиха, но твори ему добро, колико можешь.
3. Буде кто ближнему сотворил обиду личную, или в имении, или в добром звании, да удовлетворит по возможности.
4. В добром помогите друг другу, веди слепого, дай кровлю неимеющему, напой жаждущего.
5. Сжалься над утопающим, протяни руку помощи падающему.
6. Блажен кто и скот милует, буде скотина и злодея твоего спотыкнётся, подыми её.
7. С пути сошедшему указывай путь.

## Значение Устава
1. Устав Благочиния послужил формированию новой отрасли права — полицейского права, из которого позднее сформировались уголовно-процессуальное и уголовно-исполнительное право.
2. В Уставе Благочиния была чётко сформулирована компетенция полицейских органов, что облегчало поддержание правопорядка.
3. Устав содержал дидактические наставления для граждан, служил «улучшению нравов» населения.